# Ратушняк Олександр Миколайович
Олександр Миколайович Ратушняк — український фотокореспондент. Кавалер ордена «За заслуги» III ступеня (2022).

## Життєпис
Працював у банку та фотографував у студії. Співпрацював з інформаційними агенціями, зокрема Франс Прес (AFP), зараз — фотограф-фрилансер.
Фотографував події, що відбулися на Євромайдані, зокрема протистояння на Грушевського 19 січня 2014 року.

## Нагороди
- орден «За заслуги» III ступеня (6 червня 2022) — за вагомий особистий внесок у розвиток вітчизняної журналістики та інформаційної сфери, мужність і самовідданість, виявлені під час висвітлення подій повномасштабного вторгнення Російської Федерації на територію України, багаторічну сумлінну працю та високу професійну майстерність[1].